# Сокільське (урочище)
Заповідне урочище «Сокільське» (втрачене) - пам'ятка природи (з 1989). Діброви в заплаві Ворскли. Є численні болота та озера. Ростуть рідкісні види рослин: конвалія травнева, ковила Іоанна, родовик лікарський, на озерах - сальвінія плаваюча. Розташоване поблизу с. Правобережна Сокілка.
Створене на площі 243 га рішенням Полтавської обласної ради від 27.10.1994 року. До складу заказника входила ділянка в межах кварталів 60-65 Кишеньківського лісництва.
24 грудня 2002 року Полтавська обласна рада ухвалила рішення «Про оголошення нових територій та об’єктів природно-заповідного фонду», яким було оголошено новий регіональний ландшафтний парк «Нижньоворсклянський» загальною площею 23200 га. До складу новоствореного РЛП увійшов ландшафтний заказник місцевого значення «Лучківський» (1620 га). Разом з тим, п'ять інших заказників і одне заповідне урочище, що увійшли до складу заповідної зони РЛП, були ліквідовані цим же рішенням.
Екологічні організації розцінюють зазначене рішення Полтавської обласної ради як передчасне, оскільки кожен з заказників має власний режим охорони. Увійшовши до складу великого за площею РЛП, заказники втратили режимну ідентичність і надалі охороняються разом з іншою територією РЛП, без урахування індивідуальних особливостей.